# Appien
Appien d'Alexandrie (en grec ancien : Ἀππιανός, Appianos) est un historien grec de l'époque romaine, né vers 95 ap. J.-C. à Alexandrie et mort sans doute après 161, auteur d'une Histoire romaine.

## Biographie
Sa vie est très mal connue. Les sources sont le paragraphe 15 et dernier de la préface de l'Histoire romaine (où l'auteur se présente en une phrase) et une ou deux autres allusions autobiographiques dans l'ouvrage ; une lettre d'Appien à Fronton et la réponse de Fronton (toutes deux en grec) ; une lettre de recommandation en latin de Fronton à l'empereur Antonin le Pieux ; probablement une épigramme funéraire grecque de Rome composée par un « Appianos » parlant de lui-même et de son épouse Eutychia ; enfin, le codex 57 de la Bibliothèque du patriarche Photius, qui est consacré à l'ouvrage historique d'Appien. L'article de la Souda ne contient pas d'information biographique (sinon qu'Appien était « sophiste »).
La phrase d'Appien lui-même est la suivante : « Je suis Appien d'Alexandrie, ayant atteint le rang le plus élevé dans ma patrie, puis ayant plaidé à Rome dans des procès devant les empereurs, jusqu'à ce qu'ils me jugent digne d'exercer pour eux la fonction de procurateur ». Il semble donc avoir été un temps avocat du fisc à Rome sous au moins deux empereurs (sans doute Hadrien et Antonin le Pieux). La lettre de Fronton à Antonin témoigne des longues démarches du consulaire pour faire accorder à Appien la dignité de procurateur (« Supplicavi tibi jam per biennium pro Appiano, amico meo […] ») ; la dignité requise signifie qu'Appien était un citoyen romain appartenant à l'ordre équestre ; apparemment l'empereur était réticent à accéder à cette requête, craignant qu'ensuite trop d'avocats ne la sollicitent aussi pour eux (« futurum ut… causidicorum scatebra exoriretur idem petentium »). Appien finit donc par obtenir sa nomination, et il semble avoir continué à exercer la fonction de procurateur (ἐπιτροπεύειν en grec) jusqu'après l'avènement de Marc Aurèle (161), puisqu'il parle à nouveau d'une pluralité d'empereurs (cependant il faut rappeler que Marc Aurèle fut coempereur à partir de 147).
Photios Ier de Constantinople écrit qu'il fut florissant (Ἤκμασε) sous les règnes de Trajan et d'Hadrien, la mention du premier correspondant sans doute au début de la brillante carrière d'Appien à Alexandrie. Il a donc dû naître vers 90. À la fin du livre XXIV de l'Histoire romaine, il évoque le fait qu'il dut fuir Alexandrie pendant la révolte des Juifs (116-117) pour se réfugier en Arabie Pétrée. Il devint très riche : dans sa lettre à Fronton il lui offre deux esclaves, et dans sa réponse le Romain ne croit pas pouvoir accepter un présent de cette valeur. Si l'épigramme funéraire mentionnée plus haut est bien d'Appien, il fut prêtre de la déesse Fortune à Rome et fut marié pendant trente-et-un ans à une certaine Eutychia qu'il avait épousée quand elle avait douze ans et qui mourut avant lui ; il aurait alors été enseveli à ses côtés sur la colline du Vatican.

## Œuvre
Appien précise dans le paragraphe 15 de sa préface qu'il avait publié une autobiographie, signe certainement de la grande fierté qu'il ressentait de sa brillante carrière, et à laquelle il renvoie les lecteurs qui voudraient en savoir plus sur lui. Ce texte n'a pas été conservé. Appien est donc pour nous (en dehors de la lettre à Fronton) l'auteur d'une seule œuvre, l'Histoire romaine.

### Description
L'ouvrage est clairement décrit dans le codex 57 de Photios. Il était divisé en trois parties et vingt-quatre livres. Consacré exclusivement aux guerres de conquête et aux guerres civiles de la fin de la République, il couvrait l'ensemble de l'histoire de Rome depuis la légende d'Énée jusqu'au règne de Trajan. Voici le plan de l'ouvrage tel qu'il découle du codex :
| 1.        | Les rois de Rome (Βασιλική) |
| 2.        | Les guerres d'Italie (Ίταλική) |
| 3.        | Les guerres contre les Samnites (Σαυνιτική) |
| 4.        | Les guerres contre les Gaulois (Κελτική) |
| 5.        | La conquête de la Sicile et des îles voisines (Νησιωτική) |
| 6.        | Les guerres d'Espagne (Ἰβηρική) |
| 7.        | La guerre contre Hannibal (Ἀννιβαική) |
| 8.        | Les guerres d'Afrique, ou contre Carthage, ou numidiques (Λιβυκή, ou Καρχηδονική, ou Νομαδική) |
| 9.        | Les guerres de Macédoine et d'Illyrie (Μακεδονική καί Ἰλλυρική) |
| 10.       | Les guerres de Grèce et d'Ionie (Έλληνική καί Ίωνική) |
| 11.       | Les guerres de Syrie et contre les Parthes (Συριακή καί Παρθική) |
| 12.       | La guerre contre Mithridate (Μιθριδάτειος) |
| 13. à 21. | Les guerres civiles (Ἐμφυλίων πρώτη – ἐνάτη), depuis la lutte entre Marius et Sylla jusqu'à l'établissement de l'Empire par Auguste |
| 22.       | Les cent ans (Έκατονταετία) d'Auguste jusqu'à l'avènement de Trajan |
| 23.       | La conquête de la Dacie (Δακική) |
| 24.       | Les campagnes de Trajan en Orient (Άράβιος). Selon Photius, le récit dans les trois derniers livres était sommaire et incomplet. Appien a dû les ajouter après coup, car il n'en fait pas mention dans la préface, et peut-être les avait-il laissés inachevés. |

Sont parvenus jusqu'à nous en entier : la préface ; les livres 6, 7, 8 ; la seconde partie du livre 9 (sur l'Illyrie) ; les livres 11 à 17 (les livres 13 à 17 correspondent aux guerres civiles jusqu'à la mort de Sextus Pompée en 35 av. J.-C. ; dans le livre 11, la partie consacrée aux guerres contre les Parthes n'est pas d'Appien, mais a été ajoutée au début de la période byzantine). Des anthologies de l'époque byzantine fournissent quelques fragments des livres 1 à 5, de la partie perdue du livre 9 et du livre 24.
La principale originalité de l'ouvrage réside dans sa composition. En effet, le récit des conquêtes de Rome n'est pas organisé chronologiquement, mais géographiquement, ou plutôt « par nation » (kata génos). Ainsi, le livre 4 (Les guerres contre les Gaulois) racontait l'ensemble des démêlés des Romains avec les Gaulois (jusqu'au temps de Jules César), mais du coup les opérations de César en Gaule ne sont pas du tout évoquées dans le livre 14, qui raconte la guerre civile entre César et Pompée. De même tous les événements concernant l'Égypte étaient regroupés dans les livres 18 à 21 (perdus), si bien qu'ils sont omis dans les livres précédents consacrés aux guerres civiles. Cette organisation présente des inconvénients évidents pour la cohérence du récit et la perception synthétique des événements, mais elle permet aussi une meilleure prise en compte de la géographie et de la logique à long terme de chaque conquête, ainsi qu'une meilleure analyse des choix stratégiques des généraux.

### Datation
L’Histoire romaine date de la vieillesse d'Appien : la préface a certainement été rédigée à la fin de sa vie, puisqu'il y récapitule toute sa carrière. Dans cette même préface (§ 7), il compte 200 ans « depuis le rétablissement de la monarchie » (qui correspond sans doute dans l'esprit de l'auteur à la dictature à vie décernée à César en 45 av. J.-C., ce qui renverrait donc précisément à l'an 155, mais il s'agit sûrement d'un arrondi, comme au paragraphe 9 les 900 ans comptés depuis la fondation de Rome, ce qui donnerait 147). Quant à un terminus ante quem, la frontière de l'Euphrate donnée à l'Empire romain par le paragraphe 2 de la préface correspond à la situation avant la campagne de Lucius Verus contre les Parthes (163-166).

## Éditions et traductions
- Histoire romaine. Tome I – Préface et fragments des Livres I à V, texte établi et traduit par Paul Goukowsky, bilingue, coll. Budé, Les Belles Lettres, 2020.
- Histoire romaine. Tome II – Livre VI, texte établi et traduit par Paul Goukowsky, bilingue, coll. Budé, Les Belles Lettres, 1997.
- Histoire romaine. Tome III – Livre VII, texte établie et traduit par Danièle Gaillard, bilingue, coll. Budé, Les Belles Lettres, 1998.
- Histoire romaine. Tome IV – Livre VIII, texte établi et traduit par Paul Goukowsky, bilingue, coll. Budé, Les Belles Lettres, 2002.
- Histoire romaine. Tome V – Livre IX, texte établi et traduit par Paul Goukowsky, bilingue, coll. Budé, Les Belles Lettres, 2011.
- Histoire romaine. Tome VI – Livre XI, texte établi et traduit par Paul Goukowsky, bilingue, coll. Budé, Les Belles Lettres, 2007.
- Histoire romaine. Tome VII – Livre XII, texte établi et traduit par Paul Goukowsky, bilingue, coll. Budé, Les Belles Lettres, 2001.
- Histoire romaine. Tome VIII – Livre XIII, texte établi et traduit par Paul Goukowsky, bilingue, coll. Budé, Les Belles Lettres, 2008.
- Histoire romaine. Tome IX – Livre XIV, bilingue, coll. Budé, Les Belles Lettres [en cours].
- Histoire romaine. Tome X – Livre XV, texte établi et traduit par Paul Goukowsky, bilingue, coll. Budé, Les Belles Lettres, 2014.
- Histoire romaine. Tome XI – Livre XVI, texte établi et traduit par Danièle Gaillard-Goukowsky, bilingue, coll. Budé, Les Belles Lettres, 2015.
- Histoire romaine. Tome XII – Livre XVII, texte établi et traduit par Maud Etienne-Duplessis, bilingue, coll. Budé, Les Belles Lettres, 2013.
- Les Guerres civiles à Rome – Livre I, traduction de Jean-Jacques Combes-Dounous, 1993, 224 pages, coll. La roue à livres, Les Belles Lettres,  (ISBN 2251339213).
- Les Guerres civiles à Rome – Livre II, traduction de Jean-Jacques Combes-Dounous, 1994, XXVIII + 208 pages, coll. La roue à livres, Les Belles Lettres,  (ISBN 225133923X).
- Les Guerres civiles à Rome – Livre III, traduction de Philippe Torrens, 2000, 206 pages, coll. La roue à livres, Les Belles Lettres,  (ISBN 2251339396).
- Les Guerres civiles à Rome – Livre IV, traduction de Philippe Torrens, 2008, 308 pages, coll. La roue à livres, Les Belles Lettres,  (ISBN 978-2-251-33952-8).
- Les Guerres civiles à Rome – Livre V, traduction de Philippe Torrens, 2020, 320 pages, coll. La roue à livres, Les Belles Lettres,  (ISBN 978-2-251-45115-2)